# MDLR Airlines
MDLR Airlines – indyjska linia lotnicza z siedzibą w Gurgaon. 